# Szczeka
Szczeka est une localité polonaise de la gmina de Rytwiany, située dans le powiat de Staszów en voïvodie de Sainte-Croix.